# Phthiracarus phoxos
Phthiracarus phoxos är en kvalsterart som beskrevs av Wojciech Niedbała 2004. Phthiracarus phoxos ingår i släktet Phthiracarus och familjen Phthiracaridae. Inga underarter finns listade i Catalogue of Life.